# Capital One Center
Capital One Arena este o arenă din Washington, D.C.. Situată în cartierul Penn Quarter, arena se află deasupra stației de tranzit rapid Gallery Place a metroului Washington. A fost în mare parte considerat a fi un succes comercial și este considerat unul dintre catalizatorii revitalizării cartierului Chinatown din Washington, D.C.
Deținut și operat de Monumental Sports & Entertainment, este arena unde joacă meciurile de pe teren propriu echipele Washington Capitals (NHL), Washington Wizards (NBA) și Georgetown Hoyas. De asemenea, a fost locul unde au jucat meciurile de pe teren propriu Washington Mystics (WNBA) din 1998 până în 2018, până când s-au mutat la St. Elizabeths East Entertainment and Sports Arena din sud-estul Washingtonului pentru sezonul 2019.